# Brejdyny
Brejdyny (deutsch Brödienen) ist ein Dorf in der polnischen Woiwodschaft Ermland-Masuren. Es gehört zur Landgemeinde Piecki (Peitschendorf) im Powiat Mrągowski (Kreis Sensburg).

## Geographische Lage
Brejdyny liegt am Südufer des Muschelsees (polnisch Jezioro Brejdyńskie) inmitten der Woiwodschaft Ermland-Masuren, zehn Kilometer südlich der Kreisstadt Mrągowo (deutsch Sensburg).

## Geschichte
Der 1422 als Zinsdorf ersterwähnte Breden, um 1437 Wreyden, um 1549 Breidinen, nach 1785 Bredienen und bis 1945 Brödienen genannte Ort bestand aus dem Dorf und einem Gut. 1874 wurde Brödienen als Landgemeinde und auch als Gutsbezirk in den neu errichteten Amtsbezirk Peitschendorf (polnisch Piecki) eingegliedert. Er bestand bis 1945 und gehörte zum Kreis Sensburg im Regierungsbezirk Gumbinnen (ab 1905: Regierungsbezirk Allenstein) in der preußischen Provinz Ostpreußen. 
Aufgrund der Bestimmungen des Versailler Vertrags stimmte die Bevölkerung im Abstimmungsgebiet Allenstein, zu dem Brödienen gehörte, am 11. Juli 1920 über die weitere staatliche Zugehörigkeit zu Ostpreußen (und damit zu Deutschland) oder den Anschluss an Polen ab. In Brödienen stimmten 200 Einwohner für den Verbleib bei Ostpreußen, auf Polen entfielen keine Stimmen.
Am 30. September 1928 wurde der Gutsbezirk Brödienen in die Landgemeinde Brödienen einbezogen.
Als 1945 in Kriegsfolge das gesamte südliche Ostpreußen an Polen überstellt wurde, war auch Brödienen davon betroffen. Das Dorf ist heute Sitz eines Schulzenamtes (polnisch Sołectwo) und als solches eine Ortschaft im Verbund der Landgemeinde Piecki (Peitschendorf) im Powiat Mrągowski (Kreis Sensburg), bis 1998 der Woiwodschaft Olsztyn, seither der Woiwodschaft Ermland-Masuren zugeordnet.

### Einwohnerzahlen
| Jahr | Anzahl Dorf | Anzahl Gut | Anzahl insgesamt |
| ---- | ----------- | ---------- | ---------------- |
| 1839 | 136         | 129        | 265              |
| 1867 | 233         | 166        | 399              |
| 1885 | 253         | 186        | 439              |
| 1898 | 288         | 212        | 500              |
| 1905 | 373         | 189        | 562              |
| 1910 | 348         | 210        | 558              |
| 1933 |             |            | 520              |
| 1939 |             |            | 527              |
| 2011 |             |            | 373              |

## Kirche
Bis 1934 war Brödienen evangelischerseits in die Kirche Aweyden, danach in die Kirche Peitschendorf in der Kirchenprovinz Ostpreußen der Kirche der Altpreußischen Union eingepfarrt, während Dorf und Gut Brödienen katholischerseits zur St.-Adalbert-Kirche in Sensburg im damaligen Bistum Ermland gehörten. 
Heute ist die St.-Trinitatis-Kirche in Mrągowo die zuständige evangelische Pfarrkirche, zu der allerdings die nähergelegene Filialgemeinde Nawiady gehört – innerhalb der Diözese Masuren der Evangelisch-Augsburgischen Kirche in Polen. Die katholischen Einwohner von Brejdyny sind der Pfarrei St. Josef in Nawiady im jetzigen Erzbistum Ermland in der polnischen katholischen Kirche zugeordnet.

## Verkehr
Brejdyny liegt nur wenige hundert Meter westlich der verkehrstechnisch bedeutenden Landesstraße 59, die die Gebiete Giżycko (Lötzen) und Mrągowo (Sensburg) mit der Region Szczytno (Ortelsburg) verbindet. Der Ort ist über eine untergeordnete Nebenstraße nach Gwiazdowo (Sternfelde) zu erreichen. Eine Bahnanbindung besteht nicht.